# 王菁
王菁（1971年—），贵州兴义人，布依族，中华人民共和国政治人物、第十二届全国人民代表大会贵州省代表。
现为贵州省兴义市布谷鸟民族实业发展有限公司法人代表、执行董事。2013年，担任全国人大代表。